# 毛药核果木
毛药核果木（学名：Drypetes matsumurae）为大戟科核果木属下的一个种。

## 扩展阅读
- 維基物種上的相關：毛药核果木